# Porto Alegre em Cena
Porto Alegre em Cena é um festival de teatro realizado pela Secretaria Municipal de Cultura de Porto Alegre, no Brasil. 
A primeira edição foi lançada em 1994 e desde então organiza anualmente cerca de 50 espetáculos a preços populares, em praças públicas, teatros e espaços alternativos, atraindo uma média de 100 mil espectadores a cada edição. Em suas edições já trouxe para a cidade artistas como Peter Brook, Hanna Schygulla, Denise Stoklos, Paulo Autran, Tônia Carrero, La Fura del Baus, Philip Glass, Zé Celso, Fernanda Montenegro, e muitos outros nomes importantes das artes cênicas do Brasil e do mundo. O festival inclui debates para artistas e profissionais de teatro, tornando-se um dos mais importantes do Brasil em seu gênero.